# Ставропольская улица (Москва)
Ставропо́льская у́лица (до 9 сентября 1968 года — Сове́тская у́лица, до 1960 года — Сове́тская у́лица города Люблино) — улица, расположенная в Юго-Восточном административном округе города Москвы на территории района Люблино.

## История
Улица расположена на территории бывшего города Люблино, где носила название Сове́тская у́лица. После включения города Люблино в состав Москвы в 1960 году сохраняла своё название, 9 сентября 1968 года получила современное по городу Ставрополь в связи расположением на юго-востоке Москвы.

## Расположение
Ставропольская улица проходит от Люблинской улицы на восток, пересекает проспект 40 лет Октября, Краснодонскую и Таганрогскую улицы, с юга к Ставропольской улице примыкают Котельный проезд и Новороссийская улица, затем — Совхозная улица с юга и улицу Заречье с севера, Ставропольская улица проходит далее, на юго-восток от неё отходит Аллея Кремлёвских курсантов, улица поворачивает на северо-восток и, огибая с севера Люблинское кладбище, поворачивает на юго-восток, с севера к ней примыкает Ставропольский проезд, улица проходит далее до Чагинской улицы, за которой продолжается как улица Головачёва. Нумерация начинается от Люблинской улицы.

## Примечательные здания и сооружения
По нечётной стороне:

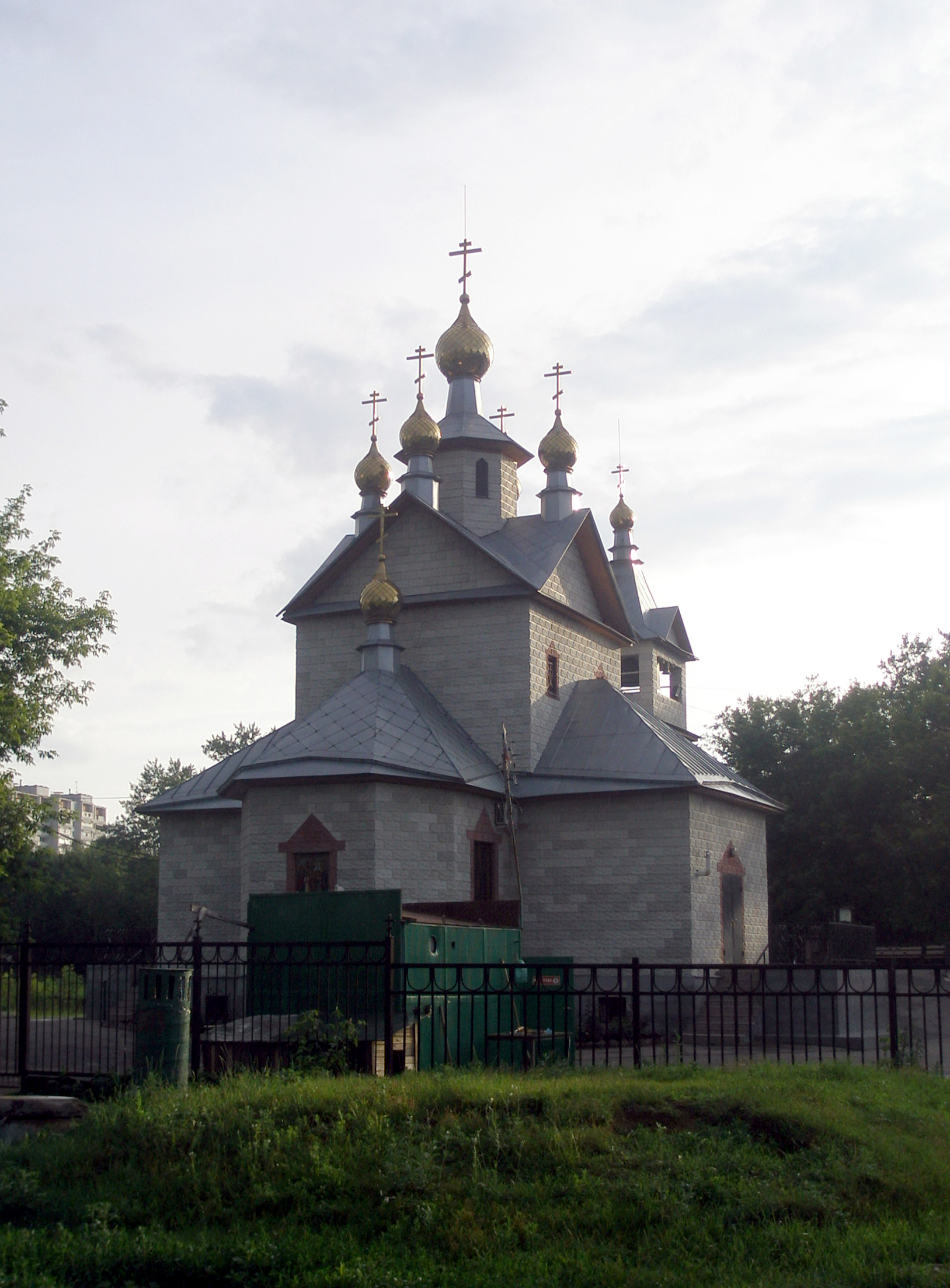
Храм Святителя Тихона, Патриарха Всероссийского, в Люблино (г. Москва, Ставропольская ул. 25)

- № 25а — храм патриарха Тихона, входящий в состав Влахернского благочиния Русской православной церкви[3]. Деревянный храм, построен в 1999—2001 годах по проекту архитектора А. Н. Оболенского. Подвальный этаж благоустроен, в нём освящен престол, имеется баптистерий. Престолы: святителя патриарха Тихона (верхний), Люблинской иконы Божьей Матери (приставной), новомучеников и исповедников Российских (нижний).
- № 27 — Психиатрическая клиническая больница № 13.
- № 27, строение 7 — Наркологическая клиника Научного национального центра наркологии (бывший НИИ наркологии).[4]
- В сквере на пересечении с Таганрогской улицей установлен памятник Герою Советского Союза, лётчику А. Ф. Авдееву (1965, скульптор Ю. С. Динес, архитектор А. Р. Корабельников)[5].

По чётной стороне:
- № 32 — жилой дом. Здесь жил литературовед А. М. Зверев[6].

## Транспорт

### Автобус
- 54: от Люблинской улицы до Чагинской улицы и обратно.
- 228: от Краснодонской улицы до Новороссийской улицы и обратно и от Совхозной улицы до Чагинской улицы и обратно.
- 242: от Совхозной улицы до Чагинской улицы и обратно.
- 658: от Совхозной улицы до Аллеи Кремлёвских курсантов и обратно.

### Метро
- Станция метро «Люблино» Люблинско-Дмитровской линии — южнее улицы, на пересечении Краснодарской и Совхозной улиц.

### Железнодорожный транспорт
- Платформа Люблино (в границах станции Люблино-Сортировочное) Курского направления Московской железной дороги — у западного конца улицы, между Люблинской улицей и улицей Полбина.